# Catherine d'Autriche (1533-1572)
Pour les articles homonymes, voir Catherine d'Autriche.
Catherine d'Autriche (15 septembre 1533 - 28 février 1572) était une princesse de la dynastie des Habsbourg, fille de Ferdinand Ier, empereur, et d'Anne Jagellon, reine de Hongrie. Par sa naissance, elle était archiduchesse d'Autriche, et princesse de Hongrie et de Bohême, puis elle devint, par son premier mariage, duchesse de Mantoue, et enfin reine de Pologne et grande-duchesse de Lituanie, à la suite de ses secondes noces.

## Sa famille
Catherine de Habsbourg naquit le 15 septembre 1533. Elle était la sixième enfant, et la quatrième fille, née du mariage de l'archiduc Ferdinand d'Autriche. À sa naissance, l'actuel empereur était son oncle paternel, Charles Quint, aussi roi d'Espagne. Catherine était donc la fille du roi de Hongrie, qui n'accéderait à la dignité impériale que vingt-trois ans plus tard, en 1556. À l'âge de 14 ans, Catherine perdit sa mère, la digne et courageuse Anne Jagellon. Celle-ci avait donné à son époux 15 enfants, dont 13 parvenus l'âge adulte. Mariés de façon habile et stratégique, ils occuperaient la majorité des trônes d'Europe.

## Mariages
En 1549, Catherine, âgée de 17 ans, épousa François III de Gonzague, duc de Mantoue. Hélas, le mariage ne dura que quatre mois, son mari décédant d'une pneumonie contractée lors d'une chute dans l'eau glacée.
Retournée en Autriche, la jeune femme se remaria, en 1553, avec Sigismond II Jagellon, roi de Pologne et grand-duc de Lituanie. Celui-ci avait déjà eu deux épouses, Elisabeth, propre sœur aînée de Catherine, et Barbara Radziwiłł, laquelle avait auparavant été sa maîtresse. Le mariage, célébré en juin, aboutit très vite à une grossesse. Malheureusement, en octobre 1554, la reine fit un fausse couche. À partir de cette date, les relations entre les deux époux se dégradèrent dramatiquement. Catherine reprochait à Sigismond ses infidélités répétées, connues de tous les courtisans, qui ne se privaient pas de se gausser ouvertement d'elle. Lui, de son côté, était persuadé que ses noces étaient maudites, car s'unir à la sœur de sa précédente épouse semblait être réprouvé par les lois de Dieu. Au cours des années suivantes, malgré l'élection de son beau-père à la tête de l'Empire, le roi n'eut de cesse de tenter de se faire accorder le divorce, en vain. Lasse et excédée, Catherine fuit Varsovie en 1566, pour retourner vivre en Autriche, parmi les siens.

## Mort
Catherine d'Autriche mourut le 28 février 1572, à Linz. Ironie du sort, son second époux, qui l'avait rendu si malheureuse, décéda un peu plus de quatre mois plus tard, sans aucune descendance légitime pour lui succéder.
En 1614, soit 42 ans plus tard, elle est inhumée au monastère de Saint-Florian.